# Лутиал
 Лутиал  (фр. luthéal) је механички додатак за клавир који је изумео Белгијанац Жорж Клотанс (фр. Georges Cloetens) (1871–1949).  То је механизам састављен од више металних делова који се може уградити на било који концертни клавир. Помоћу њега пијаниста има могућност да модификује звук свог инструмента користећи четири регистра, од којих два делују на најниже тонове а друга два на највише тонове клавира. Лутиал омогућава инструменту да производи различите тонове, имитирајући звуке попут чембала, харфе или цимбала. Овај необичан и редак музички механизам данас је застарео а једини оригиналан, рестауариран примерак налази се у збирци Музеја музичких инструмената у Бриселу. Иако је био иновативан додатак клавиру његови механички елементи били су превише осетљиви  и захтевали су стално подешавање што је довело до тога да постане застарео. Нека од ретких музичких дела за чије извођење је коришћен овај механизам су: опера Дете и чаролије (фр. L'enfant et les sortilèges) (1920–1925) и музички комад за виолину и клавир из 1924. Цигани (фр. Tzigane), Мориса Равела (фр. Maurice Ravel).

## Историја
Белгијски проналазач, произвођач оргуља и клавира Жорж Клотанс патентирао је 28. јануара 1919. године патент број 278726, за музички уређај назван лутиал као: „Уређај који омогућава модификацију звукова произведених било којим жичаним инструментом у коме се жице додирују прстима или путем клавијатура.” Проналазач је убрзо након тога представио још три патента са бројевима 280282, 292081 и 306002, којима је усавршио свој проналазак. Почетком прве половине 20. века врло мало композитора размишљало је о употреби нових инструмената у својим композицијама. Међу реткима који су то урадили био је Морис Равел. Није познато како је Равел сазнао за овај уређај, али лутиал је у његово време био релативно нов додатак за клавир. Регистри овог уређаја, који су се могли активирати повлачењем полуга изнад клавијатуре, омогућавали су звук клавиру налик чембалу, што се се добро уклапало у Равелов музички комад за виолину и клавир Цигани. Премијеру овог дела извели су у париској концертној дворани Сал Гаву (фр. Salle Gaveau) виолиниста Семјуел Душкин (енгл. Samuel Dushkin) и пијаниста и „лутиалист“ Бевериџ Вебстер (енгл. Beveridge Webster). Реакције на прво париско извођење 15. октобра 1924. биле су различите. Један критичар је описао клавир опремљен лутиалом као: „хибридни инструмент који највише подсећа на звецкајућу музичку кутију“, док је други одушевљени критичар написао: „способан је да произведе најразноврсније, изузетне варијације звука“. Равел је још једном искористио лутиал у својој опери Дете и чаролије 1925. године. Штампана верзија оригиналних партитура ових дела садржала су и упутства за промену регистра током извођења и коришћења лутиала. Међутим, оригинални уређај је загубљен после пожара који је захватио дворану Сал Гаву а примерак клавира из 1924. године, у који је био уграђен лутиал, такође је врло брзо нетрагом нестао.  Како је лутиал имао прилично осетљив механизам коме су била потребна стална подешвања, никада се није много користио и убрзо је потпуно пао у заборав. До краја 20. века, репринт првог издања Равеловог дела Цигани и даље је садржавао референцу на лутиал, али нико више није знао шта то заправо значи. У другој половини 1970-их, холандски виолиниста Тео Олоф (хол. Theo Olof) одлучио је да открије чему би лутиал у Равеловим паритурама могао служити. На крају, истраживање га је довело, како је рекао: „до гомиле отпада који је рђао негде у подруму у Музеја музичких инструмената у Бриселу”. За 600 сати рада, Олоф и холандски клавирски техничар Еверт Снел (хол. Evert Snel) обновили су лутиал и клавир из 1911. године познатог француског произвођача клавира Плејел (фр. Pleyel), на који је био постављен овај уређај. До априла 1979. рестаурирани уређај са клавиром био је спреман за концертни наступ, као једини преостали оригинални лутиал на свету. Неколико година касније 1987. године, поводом педесете годишњице Равелове смрти, на захтев француске владе и Музеја музике Париске филхармоније (фр. Philharmonie de Paris  Musée de la musique), наручена је израда новог лутиал уређаја. Техничар и рестуаратор клавира Даниел Магне (фр. Daniel Magne), успео је  да реконструише уређај ослањајући се само на податаке у оригиналним патентима, и угради га на клавир произвођача Ерард (фр. Maison Erard) из 1891. године.

## Конструкција и начин рада
Лутиал се састоји од комплексног механичког система који се поставља унутар стандардног концертног клавира. Његова главна компонента је сет регистара смештених изнад клавијатуре, које пијаниста може активирати током свирања. Лутиал има четири регистра који се могу користити у различитим комбинацијама, од којих два делују на најниже тонове а друга два на највише тонове клавира. Ако су регистри искључени инструмент и даље звучи као клавир. Ови регистри функционишу повлачењем полуга као и путем механизама који модификују звук клавира на неколико начина:
- Ефекат чембала: Активирањем овог регистра, лутиалов механизам поставља металне елементе близу жица клавира, стварајући оштар и перкусиван звук сличан чембалу. Ови метални елементи (који су у облику челичних игли) позицинирају се на милиметар изнад жица а игле додирују жице само када се свира гласније од средње гласно (или mf, итал. mezzoforte)[IV] па због тога инструмент звучи као чембало, али и даље задржава динамику клавира.[2][3]
- Ефекат харфе: Са укљученим регистром харфе пригушују се вибрације жица, производећи мекши и резонантнији тон, који подсећа на харфу. Танки комади филцаних трака се тада позиционирају тачно на средини дужина жица, због чега инструмент звучи за октаву више.[2][3]
- Ефекат цимбала: Комбинацијом са укључена два различита регистра, лутиал може створити звук сличан цимбалу, додајући богатство и разноликост тоналитета клавира.[2][3]

Сви ови ефекти се постижу прецизним позиционирањем додатних елемената лутиала унутар механизма клавира, који се могу укључивати или искључивати током извођења, омогућавајући пијанисти да брзо мења боју тона инструмента. На овај начин обезбеђује се извођачу да током свирања прелази између стандардног звука клавира и различитих ефеката које лутиал пружа. Иако је лутиал својевремено показао значајне могућности за проширење звучног спектра клавира, његова комплексна механика била је осетљива и захтевала је редовно одржавање као и прецизно подешавање па тако није постао шире распрострањен.

## Лутиал данас
У новије време интересовање за лутиал је оживело, посебно међу музичарима и истраживачима заинтересованим за историјске инструменте. Нови реконструисани лутиал из Музеј музике Париске филхармоније, коришћен је 1987. године, када су пијаниста Филип Антремон (фр. Philippe Entremont) и виолиниста Огистан Диме (фр. Augustin Dumay) извели музичко дело Цигани, Мориса Равела. Британско-јужноафрички виолиниста Данијел Хоуп (енгл. Daniel Hope) снимио је 2004. године своју интерпретацију истог дела на лутиалу, у сарадњи са пијанистом Себастијаном Кнауером. Поред њих, виолинисткиња Шантал Жулије (фр. Chantal Juillet) такође је снимала комад Цигани са Паскалом Рожеом (фр. Pascal Rogé) на лутиалу, као и Лина Тур Бонет (шп. Lina Tur Bonet) са Пјер Гоијом (фр. Pierre Goy). Британски пијаниста Веријан Вестон (енгл. Verian Weston) је 2003. године компоновао дело под називом Теселације за клавир са лутиалом (енгл. Tessellations for Lutheal Piano), које се састоји од 52 теме као основа за његове слободне музичке импровизације. Вестон је своју композицију изводио у Музеја музичких инструмената у Бриселу, на позив ове институције. У новије време, Сара Немтану (фр. Sarah Nemtanu), виолинисткиња, и Роман Дешарм (фр. Romain Descharmes), пијаниста, такође су снимали Равелова дела користећи лутиал. Данас виртуелне реконструкције и узорковања звука лутиала омогућавају савременим пијанистима и композиторима да истраже јединствене тоналне могућности које тако модификовани инструмент пружа, без потребе за уградњом сложеног механизма у клавир.